# Liste der Monuments historiques in Ville-au-Val
Die Liste der Monuments historiques in Ville-au-Val führt die Monuments historiques in der französischen Gemeinde Ville-au-Val auf.

## Liste der Immobilien
| Bezeichnung                        | Beschreibung                                                                      | Standort                       | Kennzeichnung | Schutzstatus           | Datum          | Bild           |
| ---------------------------------- | --------------------------------------------------------------------------------- | ------------------------------ | ------------- | ---------------------- | -------------- | -------------- |
| Château de Ville-au-Val            | mittelalterliche Burganlage, 11. Jahrhundert, im 18. und 19. Jahrhundert umgebaut | Rue du Val Sainte-Marie (Lage) | PA00106435    | Inscrit Classé Inscrit | 1988 1995 2014 | weitere Bilder |
| Château de Villers-les-Prud’hommes | mittelalterliche Burganlage, 13. Jahrhundert, im 16. und 17. Jahrhundert umgebaut | südöstlich des Ortes (Lage)    | PA54000020    | Inscrit                | 2000           | weitere Bilder |

## Liste der Objekte
| Bezeichnung | Beschreibung                                                  | Standort                                 | Kennzeichnung | Schutzstatus | Datum | Bild |
| ----------- | ------------------------------------------------------------- | ---------------------------------------- | ------------- | ------------ | ----- | ---- |
| Kanzel      | Holz, 18. Jahrhundert                                         | in der Kirche St-Pierre-aux-Liens (Lage) | PM54001974    | Inscrit      | 2005  |      |
| Hauptaltar  | Altartisch, Altaraufbau und Tabernakel; Holz, 18. Jahrhundert | in der Kirche St-Pierre-aux-Liens (Lage) | PM54001973    | Inscrit      | 2005  |      |
| Beichtstuhl | Holz, 18. Jahrhundert                                         | in der Kirche St-Pierre-aux-Liens (Lage) | PM54001975    | Inscrit      | 2005  |      |